# Route nationale 102
Die N102 ist eine französische Nationalstraße, die 1824 in zwei Teilen zwischen Lempdes-sur-Allagnon und der N86 bei Viviers festgelegt wurde. Sie geht auf die Route impériale 122 zurück. Ihre Gesamtlänge betrug 172 Kilometer. An ihrem Laufweg lag die Auberge de Peyrebeille. 1883 erhielt sie eine Führung über Pradelles, die sie um 4 Kilometer verlängerte. Dabei übernahm sie ein Teil der N106. Die alte Route wurde abgestuft und 1933 als Nationalstraße mit der Nummer 102A wiederbelebt. 1978 übernahm die N88 die Trasse zwischen dem Abzweig des Südastes der N102 und der Kreuzung südlich von Pradelles mit der N500. Die N102 selbst erhielt 1978 eine leicht geänderte Führung:
- N 102 Lempdes-sur-Allagnon – Le Puy-en-Velay
- unterbrochen durch N88
- N 102A nördlich von Pradelles – Lanarce
- N 102 Lanarce – östlich von Villeneuve-de-Berg
- N 540 östlich von Villeneuve-de-Berg – Le Teil

Abgestuft wurden die Abschnitte zwischen der Kreuzung südlich von Pradelles und Lanarce sowie östlich von Villeneuve-de-Berg und Viviers. Auf einigen Abschnitten verläuft die N102 auf Umgehungsstraßen. Bis 2006 trugen die alten Ortsdurchfahrten die Nummer N2102.

## N 102 Streckenverlauf
| Position | höchste zulässige Gesamtgeschwindigkeit | Fahrbahnen | Typ                          | Abschnitt        | Längengrad | Breitengrad |
| -------- | --------------------------------------- | ---------- | ---------------------------- | ---------------- | ---------- | ----------- |
| 1        | 110                                     | 2          |                              | Largelier/Cohade | 45.3410    | 3.3570      |
| 2        | 110                                     | 2          | Beginn der Brücke            |                  | 45.3348    | 3.3602      |
| 3        | 110                                     | 2          | Viaduk                       |                  | 45.3342    | 3.3605      |
| 4        | 110                                     | 2          | Ende der Brücke              |                  | 45.3336    | 3.3608      |
| 5        | 110                                     | 2          |                              | Brioude (nord)   | 45.3212    | 3.3710      |
| 6        | 90                                      | 1          |                              | Brioude (Stadt)  | 45.3000    | 3.3983      |
| 7        | 90                                      | 1          |                              | Allier           | 45.2868    | 3.4092      |
| 8        | 90                                      | 1          |                              |                  | 45.2744    | 3.4132      |
| 9        | 110                                     | 2          | Starkes Gefälle              |                  | 45.2690    | 3.4154      |
| 10       | 110                                     | 2          | Vollständige Anschlussstelle | Vieille-Brioude  | 45.2637    | 3.4176      |
| 11       | 90                                      | 1          |                              |                  | 45.2538    | 3.4265      |

## N102a
Die N102A war von 1933 bis 1973 ein Seitenast der N102, der eine alternative Route zu dieser zwischen einer Kreuzung nördlich von Pradelles und Lanarce war. Die Länge betrug 14 Kilometer. Vor 1883 war diese Trasse Teil der N102 und wurde 1978 erneut ein Teil dieser.

## N102b
Die N102B war von 1970 bis 1973 ein Seitenast der N102 in Aubenas, der durch eine Trassenverlegung der N102 entstand. Er verband die N102 mit der N104 und trägt heute die Nummer D118.